# 疑霧公堂
《疑霧公堂》（英語：Mystery in the Mist），2019年公視新創電影，由黃鐙輝、蘇達、張哲豪、陳淑芳、林映唯、張洋、李晏駒、康茵茵領銜主演。公視主頻於2019年1月6日上檔。

## 播出時間
| 頻道     | 所在地 | 播映日期                   | 播出時間         |
| -------- | ------ | -------------------------- | ---------------- |
| 公視主頻 | 臺灣   | 2019年1月6日               | 週日 22:00-23:30 |
| 公視+    | 臺灣   | 2019年1月6日-2019年1月13日 |                  |
| 公視2台  | 臺灣   | 2019年2月6日-2019年2月7日  | 23：30-01：00    |

## 劇情大綱
台灣霧峰林家實案改編。
同治九年( 1870 年) 三月十七日彰化縣城，官拜副將的霧峰林家林文明竟然被斬殺於彰化縣公堂之上！
一時之間彰化城內風聲鶴唳……究竟林家是真犯下了謀反罪，或是在官府內得罪了誰？林文明又是死在誰的手裡？林家最後為何沒有出兵復仇，從而避免捲入更大的政治風暴？

## 演員列表

### 主要演員
| 演員   | 角色     | 介紹 |
| 黃鐙輝 | 林文明   | 37歲，在戰功彪炳的兄長林文察死後，林文明接班成為林家族長，官拜二品副將。 林文明接任族長後，大肆擴張勢力，與鄰近家族產生衝突；管理家族的行事作風也不獲母親林戴氏認同。此時，宿敵凌定國以保駕進香為由邀他赴彰化縣衙。 面臨內外交困的他，是否該赴此約？若有意外，他又該如何自保？林家中是否有他可以信任託付的對象？                                                                           |
| 張哲豪 | 凌定國   | 40歲，城府深沉，個性既沉著亦執著。因過去林文明衝動行事導致他跛腳、終生受辱，而對林家起了極大的報復之心。 霧峰林家功高震主，上級令他壓制林家威風，凌定國於是奉命藉查案之名，打壓林家，藉官司與設計引林文明至公堂，他究竟意欲何為？ |
| 陳淑芳 | 林戴氏   | 60 歲，既是慈母也是林家威嚴的主母，因長子林文察戰死，而被清廷封為一品夫人。 林文察死後，林戴氏當機立斷，指定由次子林文明當家，穩住林家的家業。但林文明當家後許多作法，卻讓身為母親的她感到憂心，而寄望長孫林朝棟能走一條不一樣的路。當林文明受到官方壓力，必須到彰化保駕進香時，林戴氏感受到家族的危機。一方面阻止林文明的行動；另方面也著手佈置回應當局，最終避免林家陷入更大的政治風暴。 |
| 蘇達   | 李祥     | 30歲， 來到林家一年多即因辦事俐落機靈、懂得察言觀色，在林家表現良好可靠，深得同儕與家主之信任，是林文明的貼身侍衛兼得力助手 |
| 李晏駒 | 林朝棟   | 19歲，林文察之子、林文明之姪。父親早逝，由祖母林戴氏撫養長大。年輕血氣方剛的他，有著接班人的自覺與焦慮，雖具大才卻有時略顯焦躁。林家為他與彰化望族楊氏間安排的婚姻，讓他有了某大姐楊水萍的輔佐，日後帶領林家走向不同的路線。 |
| 林映唯 | 楊水萍   | 林朝棟妻子。23歲，出身世家的大家閨秀，溫柔婉約又堅韌大氣。林文明原先對楊水萍有所疑慮，但最後決定信任這位具判斷力的林家孫媳婦，並且委託她一項保護林家的重大任務。 |
| 張洋   | 林應時   | 40歲，阿罩霧庄近鄰後厝林家的當家。 後厝林家原是與阿罩霧林家相互抗衡的地方家族，但因捲入戴潮春事件而成為「戴逆從犯」，家族勢力大為衰落，也成為阿罩霧林家擴展勢力過程中的受害者。 林應雖為當家，但個性懦弱不喜鬥爭，後因凌定國煽動而決定對阿罩霧林家採取司法行動，不料卻捲入更大的陰謀中。而他為求自己與家族的存亡，最後選擇放手一搏。                                                       |
| 康茵茵 | 林應時妻 | |

## 霧峰林家林文明真實案件的幾次改編

### 1936〈壽至公堂〉
1936 年，第一個林文明案改編作品問世了──日治時期臺灣文學家楊守愚透過訪問耆老、整理傳說，在傳聞與虛構之間寫作了〈壽至公堂〉，把塵封已久的林文明案拉進了文學世界。不過本作缺乏史料考證，觀點對林文明也不友善，霧峰林家因此不滿，甚至干預本作出版。
戰後臺灣史研究及本土歷史記憶仍受忽略，〈壽至公堂〉與林文明案再度沉寂。直到1970年代之後，臺灣史研究風潮再起，加上史料檔案的開放，研究者得以重建歷史學觀點的「林文明案」。
官方文獻和〈壽至公堂〉，認為林文明是「意圖謀反」或「佔人田產」而自招殺身之禍；臺灣史學者們則從資料記載的異常找出疑點，並追查出現場的凌定國、背後的丁曰健、夏獻綸等人，建構出一場中央地方串連捕殺豪族的官場陰謀。
不過，真實事件是這樣發生的嗎？
在考證過程中，我們發現林文明案還有很多待解釋的疑點。比方說：林文明或許個性霸道，卻是經驗老到的一家之主，他會輕率踏入彰化城的陷阱嗎？凌定國如果殺得了林文明，為何要如此大陣仗？若是林家真的出兵造反，事情又要如何善了？
這類歷史詮釋中的空隙，就是改編作品的伸展之處。我們可以透過文學與戲劇，提供歷史疑案一個新的角度。「壽至公堂」回到歷史考證之後，再次成為戲劇改編的對象。

### 1996 《紅旗白旗阿罩霧》
1996 年則有國立藝術學院（現國立台北藝術大學）教授邱坤良編導戲劇《紅旗白旗阿罩霧》，把悲劇性從個人提升到家族與地方衝突的層次；2018 年也有國光歌劇團的《林默娘掛帥》，結合愛情、宗教、民俗元素講述林文明案。同時，在 2013 年，誕生了《阿罩霧風雲》這部奠基在霧峰林家歷史研究上的戲劇化紀錄片，以電影形式述說霧峰林家的故事。

### 2018 《疑霧公堂》
有了這實案到虛構、虛構返實證的層疊積累，在〈壽至公堂〉的初次改編、臺灣霧峰林家歷史研究、以及《阿罩霧風雲》的古裝影視製作經驗之上，我們才能在今天製作出《疑霧公堂》。我們不僅是為了讓更多人接觸這段故事，也是為了對歷史的改編與書寫，提出一個新的挑戰觀點。
真實的事件，未必如官方文書簡化，也未必是繁複的政治陰謀，林文明案的許多環節，可能出乎當事人意料之外。歷史並不是一齣被安排好的戲，而是眾多意外與不得已堆疊出的結果，那麼戲劇又能做出甚麼樣的嶄新詮釋，讓大家更貼近這段歷史記憶呢？

## 工作人員列表

### 導演組
| 職稱   | 姓名   |
| 導演   | 李運傑 |
| 副導演 | 雷馥瑜 |
| 場記   | 游佩諺 |

### 製片組
| 職稱     | 姓名           |
| 製片統籌 | 柯泓志         |
| 選角指導 | 林欣怡         |
| 現場執行 | 高㳬銘         |
| 生活製片 | 梁為揚         |
| 製片助理 | 林宛欣、阮怡仁 |
| 實習生   | 陳宣           |

### 攝影組
| 職稱         | 姓名               |
| 攝影指導     | 張晟越             |
| 跟焦師       | 陳玟杰             |
| 攝影助理     | 楊欣翰、陳威德     |
| 穩定器操作員 | 柯忠志             |
| 攝影器材公司 | 用力拍電影有限公司 |

### 燈光組
| 職稱         | 姓名                   |
| 燈光設計     | 陳冠廷                 |
| 燈光大助     | 莊逸晨                 |
| 燈光助理     | 李其棠、絲維恩、董安平 |
| 燈光器材公司 | 鉦鶴影業有限公司       |

### 美術組
| 職稱     | 姓名                           |
| 美術指導 | 賴勇坤                         |
| 陳設組長 | 李宛欣                         |
| 美術助理 | 魏明源、翁薏婷、施瀞婷、陳姿樺 |
| 道具師   | 陳政彥                         |
| 道具助理 | 黃千真、胡家齊                 |
| 實習生   | 錢進至                         |
| 木工領班 | 李建裕                         |
| 質感組   | 法蘭克質感創作有限公司         |

### 造型組
| 職稱     | 姓名           |
| 造型指導 | 陳淑津         |
| 梳化統籌 | 陳瓊芳         |
| 特殊化妝 | 陳瓊芳         |
| 髮型師   | 陳瓊芳         |
| 化妝師   | 蘇暐雯         |
| 梳化助理 | 林莉雯、陳芸鳳 |
| 服裝管理 | 林琬琦         |
| 服裝助理 | 陳淑華、陳澄祥 |

### 錄音組
| 職稱     | 姓名   |
| 現場錄音 | 林冠戎 |
| 錄音大助 | 吳尚儒 |

### 場務組
| 職稱     | 姓名   |
| 場務領班 | 邱仲毅 |
| 廠務助理 | 吳冠廷 |

### 後期
星桁影業有限公司
| 職稱         | 姓名                       |
| 後期製片     | 林木榮                     |
| 後期製作     | 捌零後媒體製作股份有限公司 |
| 後期指導     | 楊邦彥                     |
| 剪輯師       | 李運傑、施博瀚             |
| 剪輯協力     | 朱秀雲                     |
| 剪輯助理     | 陳雅斐、許敏君             |
| 調光師       | 邱程勇                     |
| 調光助理     | 林虹君、游原彰             |
| 聲音後期     | 吉米林音樂工作室           |
| 聲音指導     | 林冠戎                     |
| 對白剪輯     | 陳居正、梁忠穎             |
| 對白錄音     | 梁忠穎                     |
| 音效設計     | 詹志堯                     |
| 混 音        | 林冠戎                     |
| 原創配樂     | JIMMY LIN                  |
| 配樂編曲     | 張哲綱                     |
| 配樂混音     | JIMMY LIN                  |
| 視覺特效統籌 | 持續滾動影像有限公司 陳浤  |

### 其他工作人員
| 職稱     | 姓名   |
| 武術指導 | 楊志龍 |
| 劇照師   | 陳彥傑 |
| 側拍師   | 方昱仁 |

## 獎項紀錄
| 年度   | 大獎         | 獎項                       | 入圍者 | 結果 |
| ------ | ------------ | -------------------------- | ------ | ---- |
| 2019年 | 第54屆金鐘獎 | 迷你劇集／電視電影男配角獎 | 蘇達   | 提名 |

## 外部連結
- 官方网站
- 疑霧公堂的Facebook專頁
- YouTube上的

| 公視主頻 週日 22:00－23:30  | 公視主頻 週日 22:00－23:30 | 公視主頻 週日 22:00－23:30 |
| --------------------------- | -------------------------- | -------------------------- |
|                             | 疑霧公堂 （2019年1月6日）  |                            |
| 完美正義 （2018年12月30日） | －                         |                            |